# Эдремит (залив)
Эдреми́т (тур. Edremit Körfezi) — залив Эгейского моря, на западном побережье Турции. В древности был известен как Адрамитский залив (греч. Αδραμυττηνός κόλπος). Как и одноимённый город получил название от древнего города Адрамитион (Адрамиттий, др.-греч. Ἀδραμύττειον) в Месии, лежавшего на восточном побережье залива против острова Лесбос.
Напротив города Айвалык, у южного входа в залив Эдремит, лежит группа островов Моско (Алибей). Страбон сообщает, что острова называются Гекатоннесы (др.-греч. Ἑκατόννησοι) — «острова Геката», то есть Аполлона, и их около 20, а по словам Тимосфена с Родоса — 40. Название Гекатоннесы можно также перевести как «сто островов». Греческое название в более поздние времена — Москонисские острова (греч. Μοσχονήσια). Из островов Моско самый замечательный остров Алибей с городом Алибей, образующий как бы каменное преддверие бухты Айвалык, соединенный с этим городом хорошо построенным мостом.
Когда вспыхнула греческая революция, здесь произошло одно из первых счастливых для греков боевых дел: греческий брандер взорвал на воздух турецкое военное судно (15 мая 1821 года). Греки с Псары совершили широкомасштабный набег на побережье Малой Азии в районе Лесбоса, пока османский флот под руководством Хюсрева находился на западной стороне Мореи, а египетский — не ближе Крита. В рейде участвовало 110—140 судов, в том числе 15 военных кораблей. Греки уничтожили город Чандарлы на побережье залива Чандарлы и разорили остров Москониси (ныне Алибей).